# Manton (Nottinghamshire)
Manton – wieś w Anglii, w hrabstwie Nottinghamshire, w dystrykcie Bassetlaw. Leży 39 km na północ od miasta Nottingham i 210 km na północ od Londynu.